# LGA 2066
LGA 2066，又稱Socket R4，是英特爾於2017年6月推出適用於高階處理器産品的腳位，以取代LGA 2011-3支援Intel Core i系列極致版産品，使用新舊腳位的CPU互不相容。另一方面，Intel Xeon Scalable處理器則使用新腳位LGA 3647。
LGA 2066 CPU散熱器與LGA 2011安裝方式基本上相同，所以能用於LGA 2011之部分散熱器亦可相容於LGA 2066插座。

## 處理器支援
以下處理器可使用於LGA 2066上：
- Intel Xeon W（部分型號）
- Intel Core i9
  - Skylake-X系列[4]
- Intel Core i7
  - Skylake-X系列[4]
  - Kaby Lake-X系列[4]
- Intel Core i5
  - Kaby Lake-X系列[4]

## 晶片組支援
以下晶片組供LGA 2066使用：
- Intel X299[4]

## 外部連結
- INTEL® X299 晶片組官方網站